# GCK Motorsport
Pour les articles homonymes, voir GCK.
GCK Motorsport est une écurie de course en rallycross et rallye-raid, filiale de Green Corp Konnection, et fondée le 1er janvier 2021 par Guerlain Chicherit. 

## Présentation
GCK Motorsport remplace l'ancienne équipe GC Kompetition fondée en 2018 par Guerlain Chicherit, qui participait au Championnat du monde de rallycross FIA 2018 avec deux Renault Mégane RS RX à moteur thermique.
En novembre 2020, GCK Motorsport entame un virage technologique en devenant une écurie verte, et en engageant uniquement des véhicules à moteurs électriques en rallye-raid avec pour objectif d’être la 1re équipe à participer au Rallye Dakar avec un véhicule alimenté à l’hydrogène.
À partir de 2021, GCK Motorsport ne participe qu’à des championnats de sport automobile électrique.
Pour 2024, l'entreprise française se prépare pour le Dakar avec son véhicule électrique hydrogène GCK e-Blast H2 piloté par Philippe Croizon.